# Ketevan (Album)
Ketevan ist das sechste Studioalbum der georgisch-britischen Sängerin Katie Melua. Es wurde am 16. September 2013 auf dem Label Dramatico veröffentlicht.

## Hintergrund
Für die Produktion des Albums Ketevan arbeitete Melua zum letzten Mal mit ihrem Entdecker Mike Batt zusammen, von dem auch die meisten Lieder auf dem Album geschrieben wurden. Weitere Songs stammen von Batts Sohn Luke. Melua war bei einigen Stücken als Koautorin tätig.
Das Album wurde am 16. September 2013, Meluas 29. Geburtstag, veröffentlicht und nach ihrem georgischen Vornamen benannt.
Musikalisch handelt es sich bei dem Album um Alternative- beziehungsweise Indie-Pop, inspiriert von Jazz und Blues.

## Cover
Das Coverartwork nimmt Bezug auf die georgischen Wurzeln. Es zeigt Katie Melua am tobenden Meer an einem altertümlichen Klavier sitzen.

## Trackliste
| Track | Titel                        | Autoren                  | Länge (in Minuten) |
| ----- | ---------------------------- | ------------------------ | ------------------ |
| 01    | Never Felt Less Like Dancing | Mike Batt                | 4:12               |
| 02    | Sailing Ships from Heaven    | Mike Batt                | 5:01               |
| 03    | Love Is a Silent Thief       | Katie Melua, Toby Jepson | 3:00               |
| 04    | Shiver and Shake             | Melua, Luke Batt         | 2:59               |
| 05    | The Love I’m Frightened Of   | L. Batt                  | 3:35               |
| 06    | Where Does the Ocean Go?     | Melua, M. Batt, L. Batt  | 3:37               |
| 07    | Idiot School                 | M. Batt                  | 3:35               |
| 08    | Mad, Mad Men                 | M. Batt                  | 3:21               |
| 09    | Chase Me                     | Melua, Jepson            | 3:41               |
| 10    | I Never Fall                 | Melua, L. Batt           | 2:46               |
| 11    | I Will Be There              | M. Batt                  | 4:18               |

## Chartplatzierungen

### Album
Ketevan erreichte in Deutschland Rang sechs der Albumcharts und platzierte sich eine Woche in den Top 10 sowie 14 Wochen in den Charts. In den deutschen Independentcharts erreichte das Album Rang drei. In Österreich, der Schweiz und dem Vereinigten Königreich erreichte Ketevan jeweils ebenfalls Rang sechs der Albumcharts. Melua erreichte hiermit in Deutschland und der Schweiz zum jeweils achten Mal die Albumcharts, im Vereinigten Königreich zum siebten Mal und in Österreich zum fünften Mal. In Deutschland, der Schweiz und dem Vereinigten Königreich erreichte sie jeweils zum sechsten Mal die Top 10, in Österreich zum fünften Mal.
| ChartsChartplatzierungen     | Höchstplatzierung | Wochen |
| ---------------------------- | ----------------- | ------ |
| Deutschland (GfK)            | 6 (14 Wo.)        | 14     |
| Österreich (Ö3)              | 6 (12 Wo.)        | 12     |
| Schweiz (IFPI)               | 6 (15 Wo.)        | 15     |
| Vereinigtes Königreich (OCC) | 6 (10 Wo.)        | 10     |

### Singles
Die erste Single, I Will Be There, wurde am 11. Juli 2013 auf dem Coronation Festival, der Feier zum 60-jährigen Thronjubiläum, mit kompletten Orchester auf dem Gelände des Buckingham Palace vorgestellt und einen Tag später veröffentlicht. Die zweite Single, The Love I’m Frightened Of, folgte am 17. Oktober 2013.
| Jahr | Titel Album             | Höchstplatzierung, Gesamtwochen, AuszeichnungChartplatzierungen (Jahr, Titel, Album, Platzierungen, Wochen, Auszeichnungen, Anmerkungen) | Höchstplatzierung, Gesamtwochen, AuszeichnungChartplatzierungen (Jahr, Titel, Album, Platzierungen, Wochen, Auszeichnungen, Anmerkungen) | Höchstplatzierung, Gesamtwochen, AuszeichnungChartplatzierungen (Jahr, Titel, Album, Platzierungen, Wochen, Auszeichnungen, Anmerkungen) | Höchstplatzierung, Gesamtwochen, AuszeichnungChartplatzierungen (Jahr, Titel, Album, Platzierungen, Wochen, Auszeichnungen, Anmerkungen) | Höchstplatzierung, Gesamtwochen, AuszeichnungChartplatzierungen (Jahr, Titel, Album, Platzierungen, Wochen, Auszeichnungen, Anmerkungen) | Anmerkungen                           |
| Jahr | Titel Album             | DE | AT | CH | UK | US | Anmerkungen                           |
| ---- | ----------------------- | --- | --- | --- | --- | --- | ------------------------------------- |
| 2013 | I Will Be There Ketevan | — | — | — | UK99 (1 Wo.)UK | — | Erstveröffentlichung: 19. August 2013 |

## Kritik
Allmusic vergab 3,5 von 5 Sternen und nannte das Album „schlichtweg großartig.“ Die Webseite renownedforsound.com vergab ebenfalls die Wertung 3,5 von 5 Sternen und nannte Ketevan „ein Album, das niemals aus der Mode kommt.“
Ulf Kubanke von Laut.de bezeichnete vor allem die erste Albumhälfte als „echtes Spektakel“. Dagegen würde die zweite Hälfte stark abfallen. Es gelänge Melua nicht „genug Lieder für ein echtes Feuerwerk zu sammeln“, stattdessen „[flüchte] die Künstlerin im Verlauf erneut in geschmackvolle Allerweltsschablonen aus der abgenutzten Konfektionsabteilung des Singer/Songwritertums.“

## Besetzung
- Luke Batt: Produzent, Schlagzeug (2), Gitarre (2,3,4,5,6,10,11), Klavier (5,6,10). Perkussion (11)
- Mike Batt: Produzent, Klavier (1,8,9), Akkordeon/Harmonium (2), Hintergrundgesang (8)
- Tim Harries: Bass (1,5,6,7,9,10,11)
- Dan Hawkins: Bass (2,4)
- Freddy Hill: Schlagzeug (4)
- Paul Jones: Harmonika (8)
- John Parricelli: Gitarre (8,11), Banjo (8)
- Chris Spedding: Gitarre (3)
- Henry Spinetti: Schlagzeug (3,7,8,9), Perkussion (3)
- Paul Stevens: Klarinette (7)
- Fabien Taverne: Ukulele (8)
- Joe Yoshida: Schlagzeug (2)